# Aposites
Aposites is een kevergeslacht uit de familie van de boktorren (Cerambycidae). De wetenschappelijke naam van het geslacht werd voor het eerst geldig gepubliceerd in 1865 door Pascoe.

## Soorten
Aposites omvat de volgende soorten:
- Aposites gracilis Blackburn, 1894
- Aposites lanaticollis Blackburn, 1892
- Aposites macilentus Pascoe, 1865
- Aposites niger Blackburn, 1892
- Aposites pubicollis Pascoe, 1866